# Chiesa di Santa Margherita (Meina)
La chiesa di Santa Margherita è situata nel centro storico di Meina, in provincia e diocesi di Novara.

## Storia
Meina e il territorio circostante fanno parte del contado di Stazzona che successivamente prenderà il nome di Angera. Tra il XII e il XIII secolo, per favorire la partecipazione alla vita religiosa, vennero istituite nuove parrocchie.
Nel 951 un documento parla della "Corte Regia di Madina", espressione con cui si allude a Meina. Un secolo più tardi l'arcivescovo Ariberto da Intimiano estese il suo dominio sul Verbano con le Rocche di Angera e Arona e l'abbazia Aronese. 
La prima notizia della chiesa di Meina risale al 966 in un atto di vendita di terreno e cortile.
La seconda notizia è del giugno 999 e tratta di una permuta di terreni con l'abbazia di Arona. I primi accenni alla chiesa di Santa Margherita si trovano nel Liber Notitiae Sanctorum Mediolani di Goffredo da Bussero.
La chiesa, dedicata a Santa Margherita, sorge su una precedente chiesa di stile romanico. Della prima chiesa non si hanno notizie. I registri dei battesimi e dei matrimoni della chiesa di Meina iniziano nel 1565. Dalla visita pastorale di Carlo Borromeo, avvenuta l'8 ottobre 1567, si ricavano alcune notizie sulla struttura originaria della chiesa proprio attraverso le annotazioni del Cardinale su elementi mancanti o da modificare. La chiesa si presentava con un'unica aula e con l'abside rivolta ad est verso il lago, attorniata da un piccolo cimitero e da un campanile. Da un'ulteriore visita nel 1581 di San Carlo si viene a sapere dai verbali che nessuna modifica richiesta nella visita precedente era stata eseguita. Dai documenti si ricava che per tutto il XVII secolo non furono eseguiti cambiamenti significativi. 
Nel 1641 i verbali a seguito della visita pastorale del cardinale Cesare Monti consentono di avere un'idea di come fosse la chiesa in quel periodo. Nel XVIII secolo la chiesa venne arricchita con suppellettili, lavori di abbellimento, con la costruzione del battistero e del coro ligneo. Successivamente vennero riscontrati due difetti: l'umidità della struttura e la dimensione ridotta per accogliere una popolazione in forte crescita.
Numerosi lasciti favorirono la costruzione della nuova chiesa. La data d'inizio è il 13 maggio 1779 e già nel novembre del 1781 venne terminata la costruzione della parte esterna della chiesa. Vennero poi eseguiti gli stucchi e si posarono i vetri, grazie alle entrate finanziarie dei lasciti. Il 18 giugno 1786, un certo mastro Giuseppe abbatté il muro del probabile collegamento tra i resti della vecchia chiesa e la nuova struttura. Il 26 giugno 1786 venne terminata la costruzione che incorporò un ossario del 1600 dietro al campanile. Infine l'arcivescovo Filippo Maria Visconti, durante una visita pastorale, benedì l'altare.

## Architettura e apparato decorativo

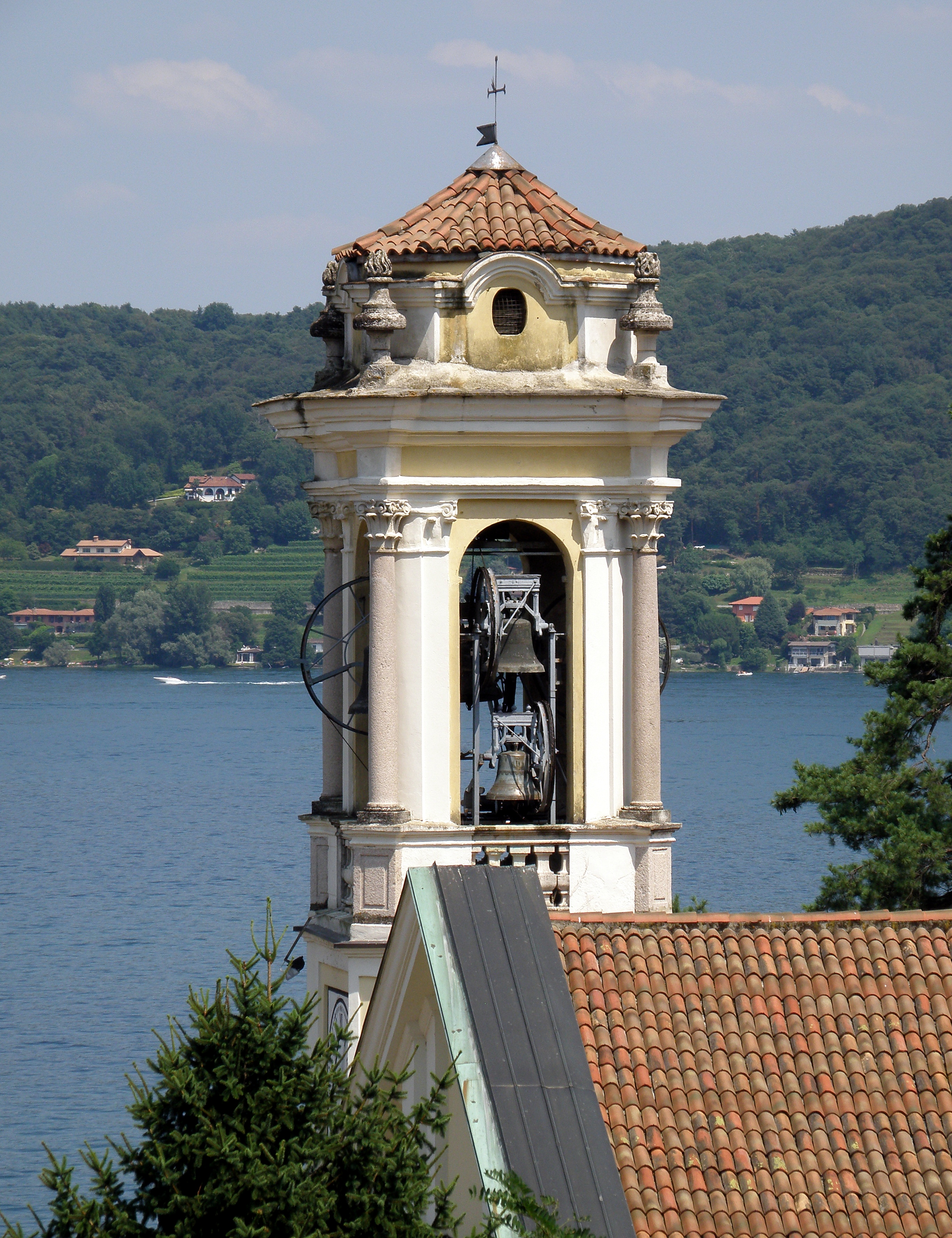
Il campanile

È un edificio con un'alta facciata e un campanile in stile barocco. Ha gli interni decorati con delicati stucchi barocchi e tinte lievi.
A sinistra si possono ammirare il battistero ricavato nell'antico ossario, le cappelle di San Carlo, le cappelle dell'Addolorata e del Sacro Cuore e l'abside con tre differenti affreschi:
- Sant'Ambrogio contro i pagani, opera di D. Peracino, realizzata nel 1817;
- La gloria di Santa Margherita, opera di L. Peretti, realizzata nel 1817;
- San Carlo e gli appestati, opera di L. Peretti, realizzata nel 1817.